# Gonostegia
Gonostegia là chi thực vật có hoa trong họ Tầm ma, được Nikolai Turczaninow mô tả khoa học lần đầu tiên năm 1846.

## Các loài
Chi này hiện tại  công nhận gồm 6 loài:
- Gonostegia caudata (Benn.) Miq., 1870. Phân bố: Ấn Độ.
- Gonostegia gracilis (Miq.) Miq., 1870. Phân bố: Ấn Độ.
- Gonostegia hirta (Blume) Miq., 1870 - Thuốc dòi lông, bọ mắm lông, bọ mắm lá đối. Phân bố: Nhiệt đới và cận nhiệt đới châu Á, từ Pakistan ở phía tây tới Trung Quốc, Nhật Bản, Đài Loan, Philippines, New Guinea và đông bắc Australia ở phía đông.
- Gonostegia integrifolia (Dalzell) Miq., 1870. Phân bố: Ấn Độ.
- Gonostegia parvifolia (Wight) Miq., 1870. Phân bố: Sri Lanka, Philippines, Đài Loan.
- Gonostegia pentandra (Roxb.) Miq., 1870 - Thuốc dòi ngũ hùng. Phân bố: Nhiệt đới và cận nhiệt đới châu Á, từ Pakistan và Pakistan ở phía tây tới Trung Quốc, Đài Loan, Philippines, New Guinea ở phía đông.